# Zatypota fonsecai
Zatypota fonsecai là một loài tò vò trong họ Ichneumonidae.